# Kapuzinerkloster Königstein

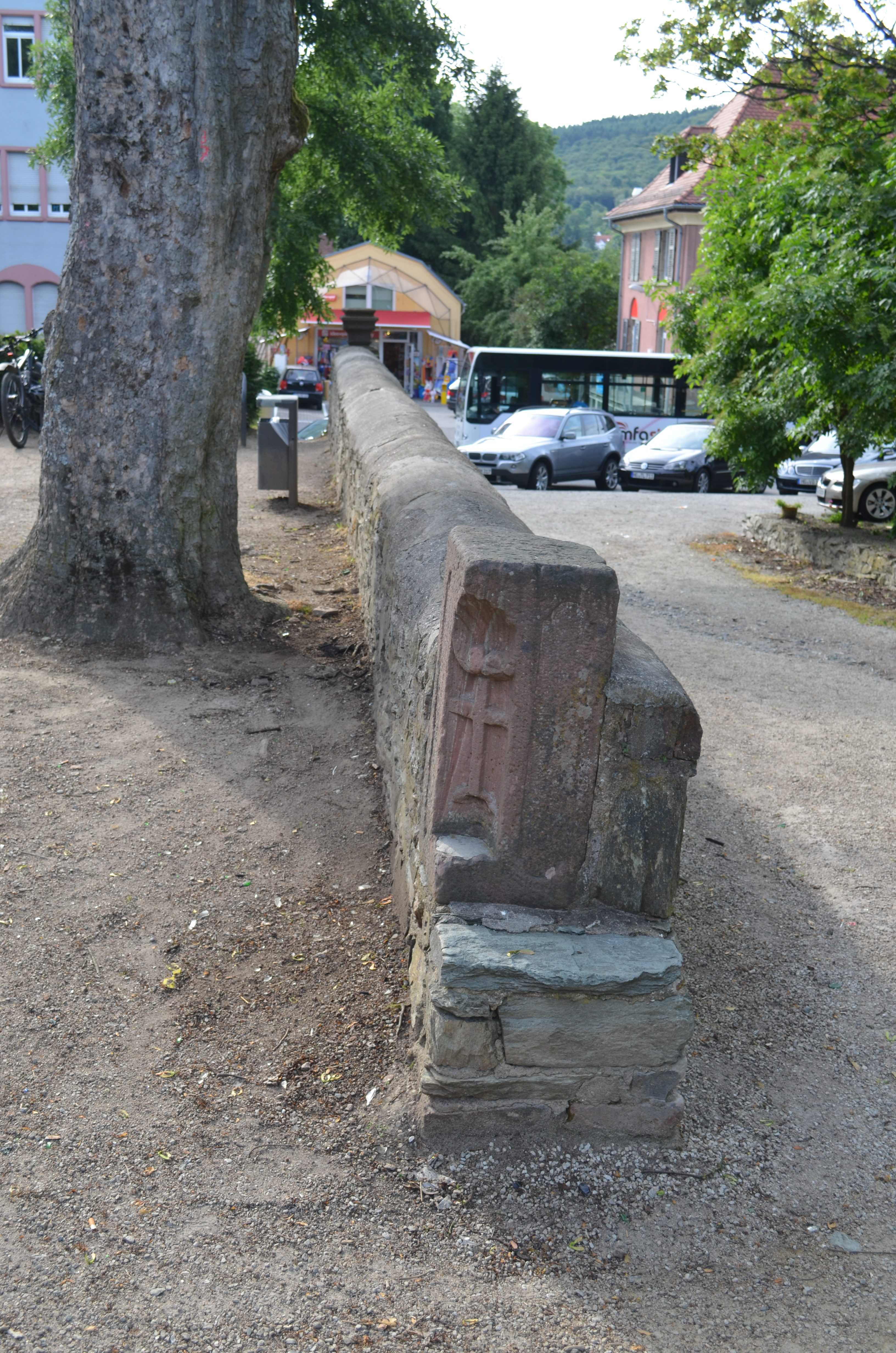
Mauerrest des ehemaligen Kapuzinerklosters

Das Kapuzinerkloster Königstein war zwischen 1646 und 1813 ein Konvent der Kapuziner in Königstein im Taunus. 

## Kugelherrenstift, Reformation und Dreißigjähriger Krieg
Schon vom 3. Februar 1465 bis 5. August 1540 bestand in Königstein ein Kloster, das Kugelherrenstift Königstein. Dieses wurde nach der Einführung der Reformation in Königstein von Graf Ludwig zu Stolberg aufgehoben. 1581 fiel Königstein an das katholische Kurmainz. 1603 bis 1605 wurde Königstein in der Zeit der Gegenreformation Königstein wieder katholisch. An die Stiftung eines neuen Klosters war jedoch im Dreißigjährigen Krieg nicht zu denken; erst danach bestand wieder die Möglichkeit, ein Kloster in Königstein zu errichten.

## Gründung der Kapuziner
1646 ließen sich auf Bitten des kurmainzischen Oberamtmanns des Amtes Königstein, Johann Dietrich von Rosenbach, Kapuziner in Königstein nieder. Zunächst wurde das ehemalige Kugelherrenhaus (an der Stelle der heutigen Woogtalstrasse 1) genutzt. Später zogen sie in das „Burghäuslein“ am Ende der Kugelherrenstrasse. Beide Häuser waren jedoch alt und klein und für ein Kloster nicht geeignet. 1681 erteilte der Mainzer Erzbischof Anselm Franz Freiherr von Ingelheim die Genehmigung zum Bau eines neuen Klosters auf dem Gelände des „Stechgartens“ (des Turnierplatzes) außerhalb der Stadt. Am 11. September 1681 nahmen die Mönche den Platz symbolisch in Besitz und begannen 1682 mit den Bauarbeiten. Als Baumaterial wurden unter anderem die Steine des Kugelherrenhauses verwendet. Am 3. September 1685 wurden der Bau abgeschlossen und die Klosterkirche geweiht.
Im Kloster lebten um die 15 Ordensbrüder. Sie nahmen auch die Funktion von Militärgeistlichen der Festung Königstein wahr und betreuten die Pfarreien in den kleinen Dörfern des Taunun. Heute noch bestehen die „Kapuzinerpfade“ zwischen Königstein, Mammolshain und Falkenstein, die an die Fußwege erinnern, die die Brüder damals zurücklegten. Zwischen 1675 und 1678 lebte Pater Martin von Cochem im Kloster Königstein und betreute auch die Soldaten der hiesigen Kurmainzer Festung. 1677 publizierte er in Königstein sein bekanntes Werk Leben Christi, das er der Kaiserin Eleonore Magdalene von der Pfalz widmete und das schon zu seinen Lebzeiten 40 Auflagen erreichte.

## Auflösung
Die Belagerung von Königstein im ersten Koalitionskrieg führte 1792 auch zu größeren Schäden an den Klostergebäuden. Durch den Reichsdeputationshauptschluss wurde Kurmainz aufgelöst und Königstein fiel an Nassau-Usingen bzw. das Herzogtum Nassau. Mit Edikt vom 17. Februar 1813 wurde das Kloster durch Herzog Friedrich August von Nassau-Usingen aufgehoben. Sieben Ordenspriester und zwei Brüder mussten das Kloster verlassen. Der letzte Vikarius P. Wieger blieb als Kaplan in Königstein. Die Gebäude fielen an die herzogliche Domäne. Die Domänenverwaltung versteigerte das Anwesen und erzielte einen Erlös von 4695 Gulden.
Das Klostergebäude selbst ging an den Hotelier Gottfried Pfaff. Er wandelte das Gebäude in das Gasthaus Zum Löwen um. Ab 1860 wurde das Gasthaus unter dem Namen Hotel du Lion und später als Hotel Pfaff betrieben. Das Hotel galt als das erste Haus am Platze. 1906 verkaufte der Urenkel von Gottfried Pfaff, Joseph Pfaff die Anlage an Johann Lemke, der das Hotel als Parkhotel weiterführte.  Nach dem Ersten Weltkrieg wurde das Hotel am 14. September 1918 durch die französische Besatzungsmacht beschlagnahmt und als Quartier Sidi Brahim (nach der Schlacht bei Sidi Brahim) durch die Armee genutzt. Am 6. Juni 1919 erwarb die Stadt Königstein das Gebäude für 227.000 Mark in einer Zwangsversteigerung. Nachdem die Franzosen das Gebäude 1924 geräumt hatten, war die Gebäudesubstanz so angegriffen, dass eine Weiternutzung unwirtschaftlich erschien. Am 23. Februar 1927 beschloss die Stadtverordnetenversammlung den Abriss, der im Frühjahr 1928 vollzogen wurde. Seither dient das Gelände als Parkplatz. In den 1930er Jahren befand sich auf dem Gelände zusätzlich eine Tankstelle. Die wenigen erhaltenen Mauerreste des Klosters stehen unter Denkmalschutz.